# Metacafe
Metacafe fue un sitio web para compartir vídeos en Internet, lanzado en julio de 2003. Ofrecía vídeos de humor, deportes, entretenimiento, noticias, anuncios virales y más. Algunas de las otras características en el sitio incluían juegos en flash y clips de sonido. A mediados de la década de 2000, era uno de los sitios más grandes para compartir vídeos, aunque después fue reemplazado por YouTube, Vimeo y DailyMotion. En agosto de 2021 el sitio quedó inactivo, junto con el abandono de sus redes sociales.
La plataforma admitía los siguientes formatos de vídeo: MPEG, MPG, MPE, AVI, WMV, WMF, ASF, M1V, DIVX, MOV, MP4, FLV, 3GP8gbsACG, RM, RMVB, RV, RAM y MKV.
Metacafe, al igual que YouTube, no tenía límite de tamaño de subida de vídeos.

## Historia
Fue fundado en julio de 2003 en TelAviv por los empresarios israelíes Eyal Hertzog (CTO), Arik Czerniak (CEO), y Ofer Adler (miembro del Consejo) después de obtener 3 millones de dólares de inversiones privadas en Benchmark Capital.
En 2006, el tráfico del sitio web creció rápidamente, y antes de junio de 2006 estaba situado en la posición 128 según Alexa.
Metacafe proporcionaba alrededor de 450.000.000 vídeos cada mes, a casi dos millones de visitantes registrados y a 120 millones de visitas mensuales, con más de 19 millones de usuarios únicos cada mes. En julio de 2006, se produjo un segundo financiamiento y la compañía obtuvo $12 millones de Benchmark Capital y Accel Partners. En septiembre, la compañía trasladó su sede a Palo Alto, California y, en octubre, fue clasificado como el tercer sitio de vídeos más grande del mundo, según comScore.
El 5 de febrero de 2007, Erick Hachenburg, de Electronic Arts, se asumió el control como CEO de la compañía.
En junio de 2012, fue adquirido por la agencia de talento digital The Collective.

### Producer Rewards
En octubre de 2006, Metacafe anunció su programa Producer Rewards, en el que se pagaba a los productores de vídeos por su contenido original. A través de este programa, cualquier vídeo que tuviera una cantidad mínima de 20,000 visitas, calificación de 3.00 o más y que no violara ningún derecho de autor u otros estándares de la comunidad, recibiría $5 por cada 1,000 visitas que tuviera dentro del territorio de EE. UU..

## Desaparición
El 28 de agosto de 2021 el sitio se mostró por última vez y luego dejó hacerlo. En su lugar, la dirección URL comenzó a redirigir hacia videoshub.com. Aunque, durante un mes, el enlace tuvo problemas para redirigir hacia esta última página. En su sitio web, VideosHub describe que su función es mostrar los vídeos más populares de Metacafe, indicando que no tienen ninguna relación con este último.

## Controversia
Metacafe tenía una política anti-pornografía, aun cuando existía una categoría de adultos. Sin embargo, permitía el contenido con Clasificación R, según lo definido por el sistema de clasificación de películas.
Tenía un filtro de control parental que se encuentra fijado en "ON" por defecto. A pesar esto, muchos usuarios tendían a agregar comentarios ofensivos a muchos vídeos, con contenido sexual o racista, que no eran filtrados a menos que reciban un –3 en la clasificación de otros usuarios. Estos comentarios, sin embargo, no aparecían si se habilitaba el filtro de Control Parental.